# Hedyotis coprosmoides
Hedyotis coprosmoides är en måreväxtart som beskrevs av Henry Trimen. Hedyotis coprosmoides ingår i släktet Hedyotis och familjen måreväxter. Inga underarter finns listade i Catalogue of Life.